# Alberto Batignani
Alberto Geronimo Batignani Trucco (Montevideo, 30 settembre 1912 – ...) è stato un pallanuotista e nuotatore uruguaiano che ha partecipato alle Olimpiadi estive del 1936.
Nonostante abbia disputato le Olimpiadi con la pallanuoto, era anche un nuotatore a rana.